# هيرمان بار

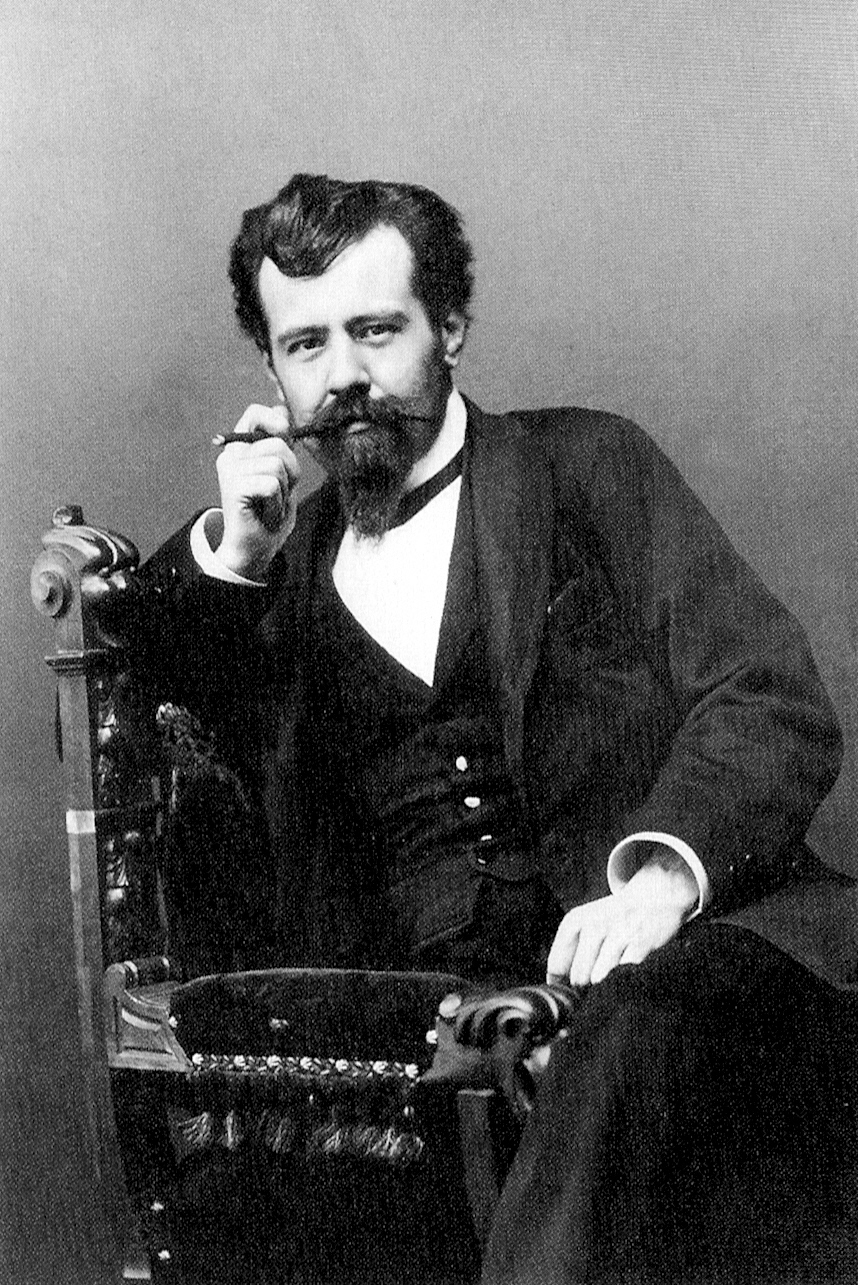
هيرمان بار - 1891

هيرمان أناستاس بار (ولد في 19 يوليو 1863 في لينز، وتوفي في 15 يناير 1934 في ميونخ)، كاتب مسرحي وناقد أدبي نمساوي، يعتبر من رواد الحركات الأدبية الحديثة في فيينا من الطبعانية إلى حداثة فيينا والتعبيرية.

## حياته

### 1890-1863

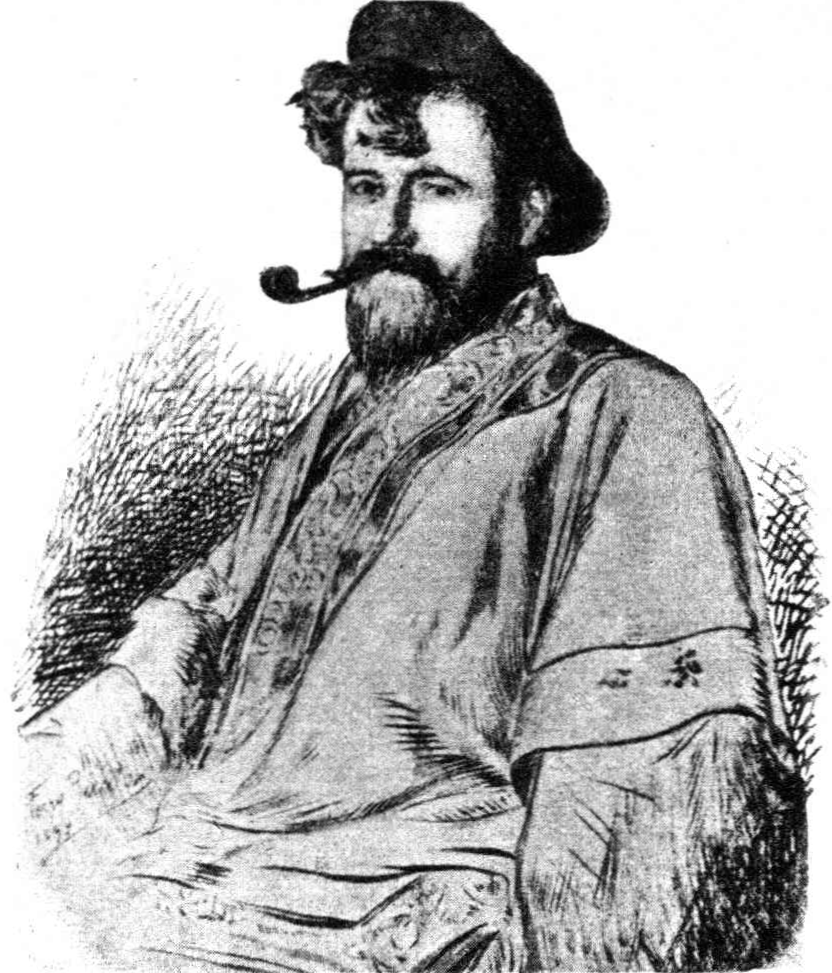
هيرمان بار (بريشة فيري براتون ، 1893)

ولد هيرمان بار في مدينة لينتس لأسرة المحامي والكاتب العدلي والعضو الليبرالي في برلمان الولاية ألويس بار (1834-1898) وزوجته فيلهلمينه فايدليش 1836-1902). اجتاز دراسته الابتدائية والثانوية هناك، ثم في الثانوية البيندكتينية في سالزبورغ التي تخرج منها عام 1881. ولكونه من المتفوقين سمح له بإلقاء خطاب في حفل التخرج تسبب موضوعه «قيمة العمل» بفضيحة صغيرة بسبب فحواه الاشتراكية. انتقل إلى فيينا وشرع بدراسة علم اللغات الكلاسيكي، ولكنه سرعان ما تحول إلى دراسة القانون. في تلك الفترة قدمه عمه سالومو روبيشيك  إلى مجتمع مقهى شيدل الأدبي الشهير، وفي عام 1881 كان بار نصيرا للرابطة الأخوية الأكاديمية «آلبيا» في فيينا، وكنه لم يقبل بعضوية حقيقية لاعتراض والده. هناك تعرف إلى جورج فون شونرير، زعيم القوميين الألمان، ونشط في حركة عموم ألمانيا.
في مارس 1883 طرد من جامعة فيينا بسبب خطاب مناوئ لدولة النمسا الهابسبورغ المتعددة الجنسيات، ألقاه في مؤتمر نظمه القوميون الألمان حدادا على ريشارد فاغنر. بعدها واصل الدراسة في مدينة غراتس، وانتقل بعد بضعة أشهر إلى جامعة تشيرنوفيتس.
في مارس 1884 التحق بجامعة فريدريش ويلهيلم في برلين (اليوم جامعة هومبولت) ، حيث درس الاقتصاد عند أدولف فاغنر وغوستاف فون شمولر، وزار أيضا محاضرات في الفلسفة والتاريخ والأدب وتاريخ الفن.
في عام 1887 غادر بار برلين بدون شهادة جامعية، وأدى سنة خدمة عسكرية تطوعية، وبعد ذلك موله والده في إقامة لمدة عام في باريس ثم لرحلة إلى جنوب فرنسا وإسبانيا والمغرب. عززت إقامته في باريس اهتمامه بالأدب والمسرح، وإنكانت بداياته الصحفية قد ظهرت في العام 1882، فقد ازداد نشاطه الكتابي في نهاية العقد، ونُشرت مجموعة مقالاته الصحفية الأولى تحت عنوان «نقد الحداثة» في خريف عام 1889، كما كتب رواية «المدرسة الجيدة» التي تعد تكملة لرواية يوريس كارل هويسمان «عكس التيار»، كما كتب مراجعات أدبية وفنية، ومقالات وقصص قصيرة ومسرحيات.

### 1889 -1900

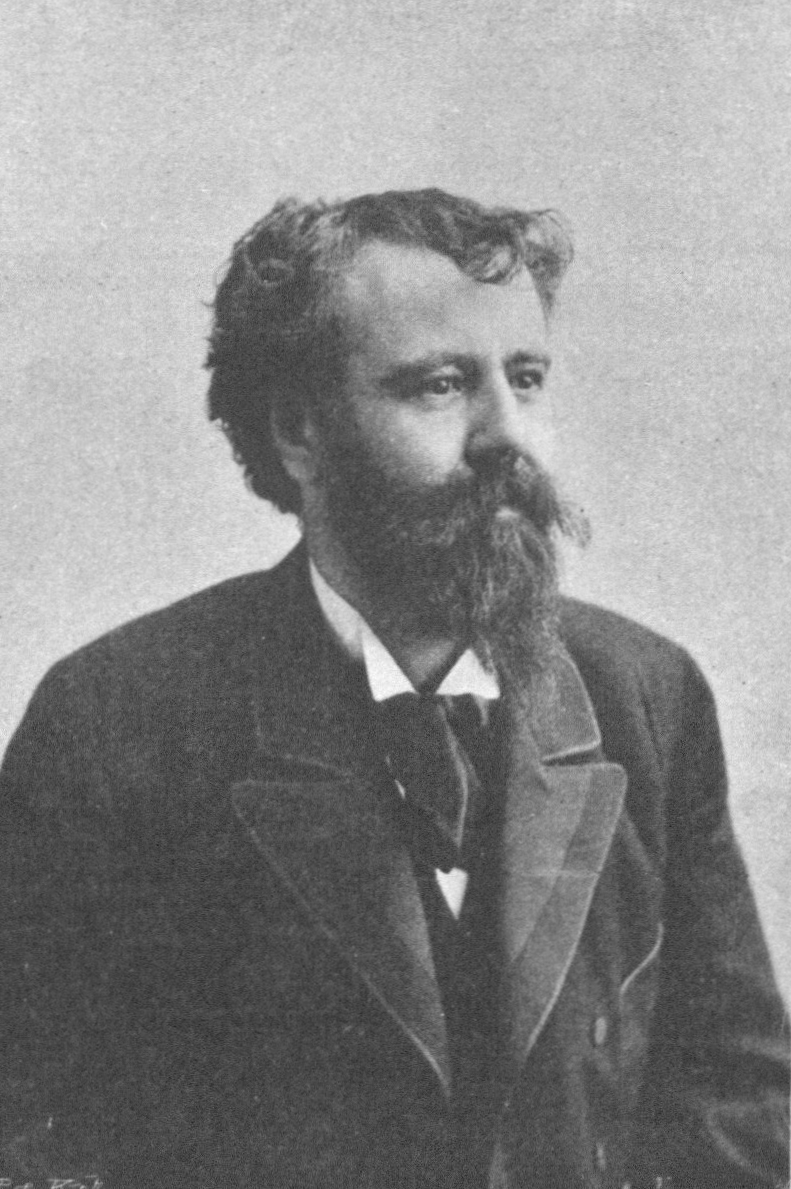
هيرمان بار (1900)

على مدى العقد التالي تحول بار بصورة متزايدة إلى «نبي الحداثة». في البداية كان يعمل لدى ناشرين ومجلات مختلفين، وعمل كذلك لدى مجلة «الخشبة الحرة»(بالألمانية: Freie Bühne)‏ في برلين عام 1890، وقد حدد بحثه عن وظيفة دائمة أو محاولته بدء مشاريعه الصحفية الخاصة مستقبله المهني. ففي عام 1886 أصبح شريكا في دار نشر فيشر التي أسست في في برلين وكانت أهم ناشر لكتبه في تلك الفترة الفترة، وتحولت من خلال الكتب التي ألفها أو قدمها بار واحدة من أهم دور نشر الأدب الحديث.
عام 1890، وبعد أن لم يتمكن من خلافة أوتور براهم في إدارة صحيفة «الخشبة الحرة»، ترك فريق التحرير هو وأرنو هولتس وديلتف فون ليلينكورن، وفي العام التالي سافر بحر إلى سانت بطرسبرغ حيث التقى بإيليونورا دوسه وقدمها في مقالات أدبية مميزة أشهرتها في ألمانيا والنمسا-المجر.
بعد عودته إلى فيينا تعرّف إلى هوغو فون هوفمانستالوآرتور شنيتسلر وبيتر ألتنبرغ، وكتّاب آخرين، وعززت االميول الأدبية الجديدة التي صار على اتصال بها وعبر عنها باسم حركة «فيينا الشابة» (بالألمانية: Jung-Wien)‏ من مكانة بار ناقدا وناشرا، وصار متحدثا باسم هذه الحركة. وقد نشرت مقالاته النقدية التي تناولت تلك الفترة عام 1891 في كتاب بعنوان «تجاوز الطبعانية»..
في فيينا، عمل بار ابتداء من العام 1892 في صحيفة دويتشه تسايتونغ (بالألمانية: Detusche Zeitung)‏ محررا ثقافيا وناقدا مسرحيا خلفًا للودفيغ غانغهوفر، وترقى فيها من محرر إلى شريك. في تلك الفترة نشر سلسلة من المقابلات حول معاداة السامية، ونشرت هذه المقابلات لاحقا في كتاب ربما هو أول كتاب مقابلات باللغة الألمانية. وفي عام 1994 ترك الصحيفة وأسس مع هاينريش كانر وإيزودور سينغر مجلة «الزمان» (بالألمانية: Die Zeit)‏ التي كان مسؤولاً عن قسمه الثقافي، وظهرت فيها كثير من مقالاته التي عدّت ريادية. وفي عام 1899 استقال من هناك أيضًا وعمل مع شركة شتايرمول ونشر مقالات نقد مسرحي أوستراخشه فولكستسايتونغ (بالألمانية: Österreichische Volkszeitung)‏ ونويس فينر تاغبلات (بالألمانية: Neues Wiener Tagesblatt)‏.
في عام 1893 أجرى مبارزة بالمسدس مع المغني فرديناند ياغر، وأخرى في مارس 1896 بعد خلاف مع طلاب معادين لليهود، خاضها دفاعا عن زميله ألفريد غولد الذي اعتبر، بصفته يهوديًا، غير مستحق للمبارزة، وأصيب فيها بجرح طفيف في اليد.
بالإضافة إلى كونه ناقدًا مسرحيًا، ظهر بحر أيضًا بشكل متزايد ناقدا في مجال الفنون المرئية، وأصبح مستشارا لجمعية السيسيسيون [الإنجليزية] التي تأسست حديثًا وكتب برامج لمجلتها «فير ساركروم» لمجلتهم Ver Sacrum.
تزوج هيرمان بأر من الممثلة اليهودية روزا يوكل (1871-1940)، إلا أنهما عاشا منفصلين لفترة طويلة بسبب ارتباطات زوجته، ثم انفصلا بعد خمس سنوات، وتطلقا عام 1909 وظل بار يدفع نفقة لزوجته السابقة لبقية حياته.

### 1900-1909
في عام 1899 بنى بار منزلا في حي فيينا الراقي «أوبر سانكت فايت»، وهي منطقة في الحي الثالث عشر قريبة جدًا من غابات فيينا، ويذكر أن الكاتب النمساوي كارل كراوس، عدو بار اللدود، قد خسر دعوى تشهير رفعها عليه بار بعد ان اتهمه الأول في مجلته «المشعل» (محقّا على الأغلب) أن بار قد حصل على قطعة الأرض رشوة من مدير مسرح فولكسثياتر في فيينا مقابل كتابة نقد إيجابي. زينت الفيلا لوحة «نودا فيريتاس» للفنان غوستاف كليمت، الذي استغل بار سلطته الصحفية في دعمه في الأعوام 1901 و1902.
بالإضافة إلى عمله محررا مسرحيا (ظهرت أعماله النقدية الأهم إصدارات كتب)، نجح بار باطّراد في الكوميديا الشعرية، ولم تصوّر من بين أكثر من 40 قطعة إلا «السيد» (بالألمانية: Der Meister)‏ و«الحفلة الموسيقية» (بالألمانية: Das Konzert)‏ (1909).

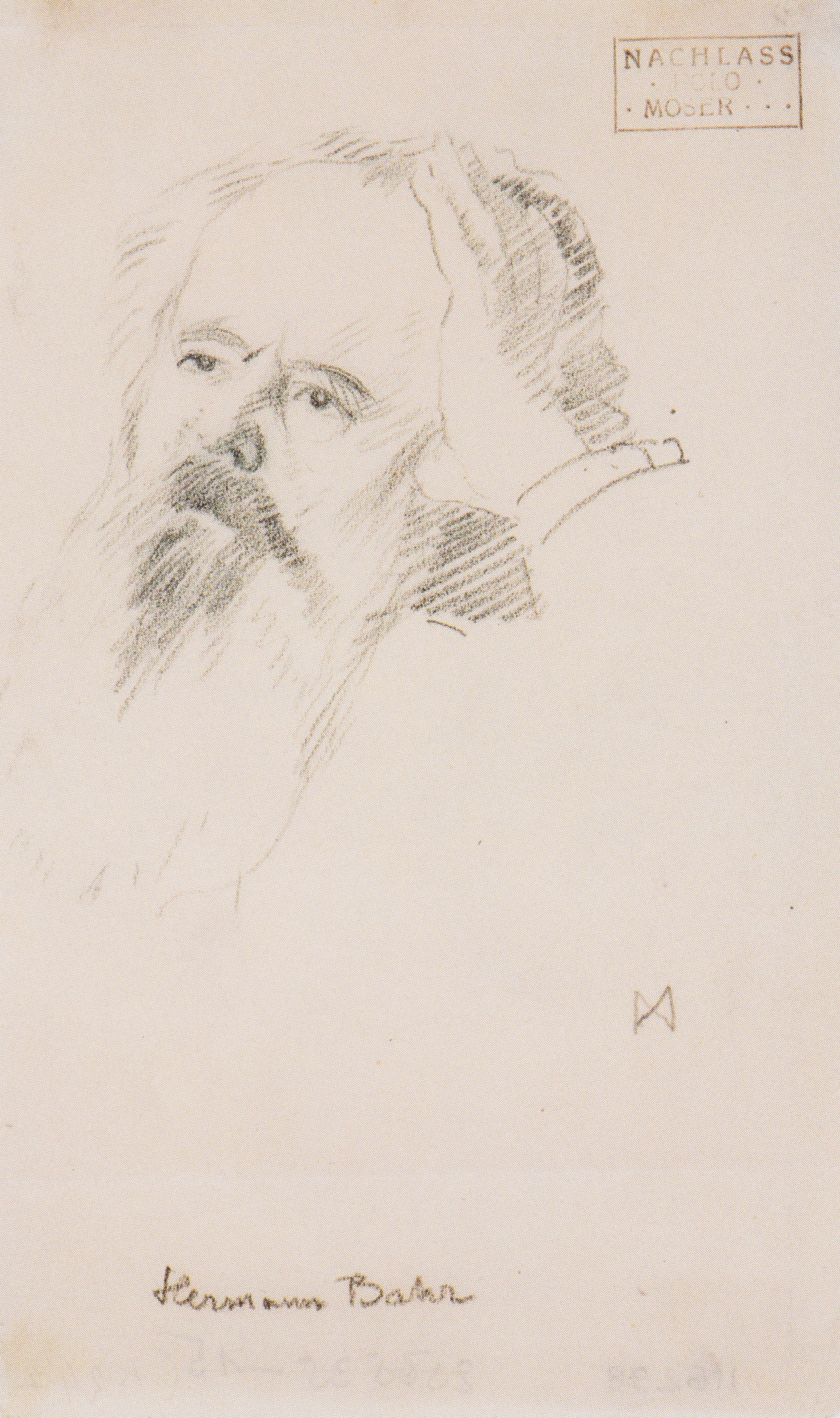
هيرمان بار بريشة كولو موسر -1904

من ناحية أخرى فشل بار في إنشاء مسرحه الخاص، كما اضطر للتنازل عن وظيفة منصب مدير الإخراج في مسرح في ميونيخ بعد أن تم توقيع العقد. مع ذلك تتجلى أهميته أيضًا في تعيين ماكس راينهارت إياه في المسرح الألماني في برلين، حيث أقام أربع إقامات في الأعوام 1906 إلى 1907، كما كان بار أيضًا مصدرًا مبكرًا للأفكار لمهرجان سالزبورغ.

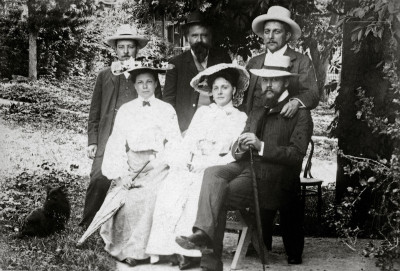
مع فيليكس سالتين في يوليو 1903

بينما ينسب إنتاجه الأدبي في تسعينيات القرن التاسع عشر إلى ما عرف ب في التسعينيات يمكن أن يُنسب إلى ما عرف بالـ"التدهور" [الإنجليزية] و"شعر نهايةالقرن"، نشر بار عام 1908 رواية "رال" (بالألمانية: Die Rahl)‏ التي كانت الأولى في مجموعة روايات قيمتها تاريخية لأنها تغطي سنوات سقوط إمبراطورية هابسبورغ، فبالإضافة إلى الكاثوليكية، يمكن وصف النمسا بأنها الموضوع الرئيسي في النصف الثاني من حياته، ويظهر ذلك أيضا في كتاباته النقدية مثل "فيينا" (1907)، و"أوسترياكا" (1911)، و"رحلات دالماتيّة" (1909).
بعد انتهاء عمله مع شتايرمول كتب بار في الأعوام 1907إلى 1932 مقالات صحفية ونقدية لجريدة نويه فرايه برسه نويه فرايه برسه [الإنجليزية] اللبرالية، وكتب أيضا لصحف ألمانية مهمة، واستمر في مراقبة والتقاط التطورات الثقافيو والاتجاهات الأدبية الراهنة، مواصلا الصورة التي قدمها عن نفسه منذ تسعينيات القرن التاسع عشر وهي «الرجل المطّاطي» و«مرقص أفاعي العقل»، وظل لعقود دؤوب البحث عن الاكتشافات الجديدة والأفكار الجديدة وتقديمها إلى الوسط الثقافي النمساوي، ورافق الفن الحديث وكذلك الانطباعية  وبدأ «اكتشاف الريف» (1899-1900) بسلسلة من المقالات  والتي تزامنت مع توجهه إلى النمسا.
أصيب بار في الأعوام 1902 و1903 في مطلع القرن بمرضين خطيرين قاداه إلى حافة الموت. لاحقا أشار بار إلى أن هذه الفترة كانت بمثابة بداية «اهتدائه» إلى الإيمان. نقطة تحول مهمة أخرى في حياته كانت بداية العلاقة مع آنا فون ميلدنبورغ في خريف 1904. وهي واحدة من أنجح عازفي موسيقى ريتشارد فاجنر، وعشيقة سابقة لغوستاف مالر، وقد تزوجا في أغسطس 1909 بعد طلاقه من زوجته الأولى روزا يوكل، وظلت رفيقته حتى وفاته، وكانت أيضًا أول من تعامل مع تركته الأدبية غير المنشورة وقدمها للجمهور.

### 1910-1934
أصبح بار عند بلوغه الخمسين، وعلى أبعد تقدير في يوليو 1913، شخصية مرجعية في المشهد الثقافي الناطق بالألمانية، تجاوزت في الوقت نفسه ذروتها. عام 1907 صفى بار حساباته مع فيينا بالكتيب الذي يحمل اسمها عنوانا، وانتقل في نهاية عام 1912 هو وزوجته إلى قصر أرينبرغ في سالزبورغ. في تلك الفترة تحول إلى الإيمان الكاثوليكي وواظب على حضور القداس الديني يوميا، فيما تابع أصدقاؤه (وأيضا الكاثوليك) هذا التحول بعدم تصديق لجديته، معتبرينه موضة جديدة سيتخلص بار منها كما فعل مع صرعات كثير مر بها في حياته. إلا أن بار ظل كاثوليكيًا حتى نهاية حياته، وأصبح أيضًا ناشرًا كاثوليكيًا، ونشر كتاباته في صحف مسيحية التوجه.
إلى جانب أعماله المنشورة في مطبوعات متنوعة والمجموعة عادة في كتب، توجه بار بصورة مكثفة إلى إلقاء المحاضرات، وهذا مجال من أعماله لم يُبحث فيه بعد إلا قليلا.
أعفي بار من التجنيد في الحرب العالمية الأولى بحكم كبر سنه، إلا أنه ظل لفترة طويلة من المتحمسين للحرب، كما يتضح بشكل خاص في كتابه "بركات الحرب الصادر عام 1915، وحتى في كتاباته الصحفية بعد الحرب لم يكن يميل نحو حب السلام، بل ظل يدافع عن فوائد الحرب، ويظهر في أعماله الدعائية الحربية بوضوح كيف تحول "رجل ما بعد الغد" إلى "رجل الأمس".
عام 1916 أثبت بار للمرة الأخيرة أنه مُنظِّر نقدي معاصر مهم، عندما حاول في كتيبه «في الفن التعبيري» إنصاف هذه الحركة الفنية الحديثة آنذاك.
في الجانب الصحفي، نشر بار في الأعوام 1916 إلى 1931 عمودا دوريا في صحيفة نويه فينر جورنال مع مراجعات للكتب الحديثة وتعليقات سياسية، كما نشر مقالات حول فنانين وأدباء عدّهم محوريين، مثل دوستوييفسكي، وبليز باسكال، وغوستاف مالر، ووالت ويتمان، ومارسيل بروست، وغيرهم. وحاول بتفانٍ كبير حاول تتبع تاريح ما قبل تأسيس مجموعة «فيينا الشابة» الأدبية، مقدما رؤيته للتاريخ الأدبي النمساوي. وقد قدم بار مساهمة كبيرة في إعادة اكتشاف الكتاب فرانس غريلباتسر وأدالبرت شتيفتر.
عاد له حضور قوي في الوسط المسرحي عندما بين سبتمبر 1918 وربيع 1919 المخرج الأول في مسرح بورغ تياتر بورغ تياتر [الألمانية].
في عام 1922 انتقل بار إلى ميونيخ، حيث حصلت زوجته على مقعد تدريس في جامعتها، وعاش هناك حتى وفاته. في عام 1927 عين في قسم الشعر في الأكاديمية البروسية للفنون.

## وفاته
تدهورت صحته في الأعوام الأخيرة وصولا إلى الخرف، وانقطعت اتصالاته بالكثير من أصدقائه، وتوفي في 15 يناير 1934.

## أهميته الأدبية
كان هيرمان بار، وخاصة من خلال كتاباته النقدية، منظّرًا أدبيًا وثقافيًا مهمًا في مطلع القرن العشرين وشارك بشكل كبير في تعريف الأنماط الأدبية والفنية الجديدة في المنطقة الناطقة بالألمانية. كتب بار أكثر من أربعين مسرحية وحوالي عشر روايات وأربعين مجلدا من الكتابات النقدية، وسيرة ذاتية. ويعتبر بار نفسه مكتشفا للكثيرين من المواهب الفنية والأدبية في فيينا بفضل قدرته على استشعار الجديد وفهمه للشخوص، ويرى أنه هو أشهر أعمال ميترلينك، وكليمت، ومويسي، وهوفمانستال وغيرهم.
كان بار على علاقات شخصية بكثيرين من الأشخاص المهمين في عصره: في فيينا مع شنيتسلر وألتنبرغ وهوفمانستال ومالر وكليمت وأوتو فاغنر وماكس بوركهارد وبيرثا زوكركاندل وجوزبغ كاينتس وريتشارد شتراوس وستيفان تسفايغ وإيغون فريدل وكولومان موسر وتيودور هرتزل وفيكتور أدلر ويوزيف ريدليش، وغيرهم. وفي ألمانيا ربطته صداقات مع أرنو هولز ويوهانس شلاف وأوسكار شميتسوأوتو يوليوس بيرباوم، وفرانك قيديكيند، وفولفغانغ هاينه، وغيرهارت هاوبتمان، وصامويل فيشر، ماكس راينهارت، وأوتو براهم، وتوماس مان، وهاينريش مان. وخارج الوسط الألماني كان على تواصل مع هينريك إبسن، وإميل زولا، وغابرييل دانونزيو، وإليونورا دوس، وبرنارد شو، ووإثيل سميث، وغيرهم.
لم ينشر سوى جزء محدود من مراسلات بار الصاخبة، بسبب النزاعات (التي عفا عليها الزمن حاليًا) حول تركته الأدبية. يمكن العثور على قائمة بالمراسلات المحفوظة في تركة بار على موقع الإلكتروني «متحف المسرح» الألكتروني، وتوجد قائمة بالرسائل المطبوعة على موقع مشروع متخصص لجامعة فيينا.
يكمن أحد الأسباب المهمة للصورة السلبية التي تولى لهيرمان بار (وهي صحيحة جزئيًا فقط)، في الهجمات العنيفة التي شنها عليه كارل كراوس في مجلته «المشعل»، التي تحدثت عنه باستخفاف واصفة إياه بـ«الرجل النبيل من لينز»، وغالبًا ما قبلت أحكام كراوس دون مناقشة، ولعب دورا في ذلك تسبب النزاعات حول تركة بار بتوقف نشر كتاباته لخمسين عامًا أعقبت وفاته.
في حين عرف هيرمان بار في حياته بشكل خاص شاعرا مسرحيا وصحفيا أنه شاعر مسرحي وكاتب عمود، واحتفظ بأهميته في المسرح لفترة أطول بعد وفاته، فقد اشتد النقاش حوله في أعوام التسعينيات من القرن العشرين بالتوازي مع نشر مجموعة يومياته ومخطوطاته في خمسة مجلدات، يظخر دور بار بصفته وسيطا للحداثة ووسيطا بين الثقافات.
واحد من أحد أكثر عباراته شهرة، والتي أصبحت شعارا، مأخوذة من نص «تجاوز الطبعانية»، تقول: «انتهى حكم الطبعانية وانتهى دورها، وانكسر سحرها»، وهناك أيضا نص «الحداثة، والرمزية، ولوريس» التي لها أهمية خاصة في للنظرية الأدبية المتعلقة بالرمزية.
كان بار مهتمًا دوما بمستقبل الأدب، وكتب في «صورة ذاتية»: كنت مثقفًا«، كنت متواجدا في كل جو.. هناك فضائل روحية، وهناك رذائل. [...] شاركت في كل الموضات الفكرية التي عرفها ذلك الوقت تقريبا، ولكن مبكرا وقبل أن تصبح موضة، وتركتها عندما أصبحت [...] يمكنني القول مع غوته: عندما يظن الناس أنني مازلت في فايمار، أكون قد صرت في إرفورت!» 

## أرشفة أعماله
من عام 2009 إلى عام 2012 نفذت جامعة فيينا مشروعا  لنشر أهم أعمال ونصوص بار النقدية، وفهرسة نصوصه ونشرياته الأصلية.

## تكريم بعد وفاته
- يعتبر ضريحه في مقبرة بلدية سالزبورغ ضريح شرف تحافظ عليه البلدية
- أطلق اسمه على شارع في حي فيينا الحادي والعشرين، كان يحمل اسم المناضل الاشتراكي أنطون شلينغر، وقد جاءت إعادة التسمية هذه في فترة الفاشية النمساوية (1934-1938)، في سياق إزالة آثار ما عرف بـفيينا الحمراء.[52] وأطلق اسمه أيضا على شوارع في كل من سالزبورغ وغراتس وسانت بولتن وفوكلابروك ولامباخ وتراون في النمسا، وبلدة باد تولتس في ألمانيا.
- توجد في مدينة لينز النمساوية نافورة في شارع روبرت برناديس تحمل اسمه.